# Віскача рівнинна
Lagostomus maximus (Віскача рівнинна) — вид гризунів роду Lagostomus (Рівнинні віскачі), мешкає в північній, центральній та східній Аргентині, південному та західному Парагваї, і на південному сході Болівії.

## Загальні характеристики
Має коротке м'яке хутро, сіро-коричневе на спині, блідше з боків і біле зі споду. Обидві статі мають білі позначки на щоках і над очима. Жодних сезонних змін кольору хутра не помічалось. Голова масивна, очі та вуха великі. Передні лапи короткі, задні довгі й мускулисті. На передній ступні чотири довгих, гнучких пальці. Задня ступня витягнута, і три пальці на ній озброєні сильними кігтями. Рівнинна віскача один з найбільш диморфних гризунів за статтю. Самці мають важчу голову і чіткішу лицьову маску, і вони набагато більші ніж самиці. Маса самців: 5.0—8.8 кг, загальна довжина тіла: 68—82 см, довжина хвоста: 15—20 см, довжина вух: 5—6.5 см. Маса самиць: 3.5—5.0 кг, загальна довжина тіла: 53—73 см, довжина хвоста: 13—17 см, довжина вух: 5—6.0 см.

## Репродукція
Шлюбний період у природі сезонний. Період вагітності довгий, 154 дні, статевий цикл (еструс) триває 40 діб і відбувається восени, навесні ж народжується молодь. Середній розмір приплоду 1.9. Самиці досягають статевого дозрівання уже на 215 добу від народження. Статева зрілість самців настає у віці 12—16 місяців.

## Проживання
Рівнинна віскача живе на рівнинах, включаючи субтропічні, вологі низини в північно-східної Аргентини, сухі чагарники Парагваю, Болівії й північної та центральної Аргентини, посухостійкі степи центральної Аргентини і пустельні чагарники в південно-західній частині їх діапазону проживання. Рівнинні віскачі колоніальні. Від одного до трьох самців і в два-чотири рази більше самиць живе в комунальній системі нір, які називають віскачерами. Кожна віскачера складається з численних нір, розміщених від кількох сантиметрів до кількох метрів одна від одної. Розміри виходів з нір змінюються з типом ґрунту й кількістю жителів (12 см—1 м, нахил нори 10—30 градусів, глибина понад 2 м). Рівнинні віскачі збирають палиці, кістки, коров'ячі відходи й інші об'єкти, й розміщують довкола входів у нори, щоб перебити свій запах і перешкодити затопленню нір.

## Природні вороги та харчування
Людина без сумнівів на першому місці. Інші вороги: пума (Puma concolor), Леопард Жоффруа (Leopardus geoffroyi), пампаська лисиця (Lycalopex gymnocercus), майконг (Cerdocyon thous), малий грісон (Galictis cuja), боа (Boa constrictor).

Рівнинні віскачі травоядні облігантні копрофаги. Їдять залежно від місця проживання трави, листя, кущі іноді насіння, стручки, плоди, споживаючи велику кількість зеленої біомаси.